# 纳西古乐

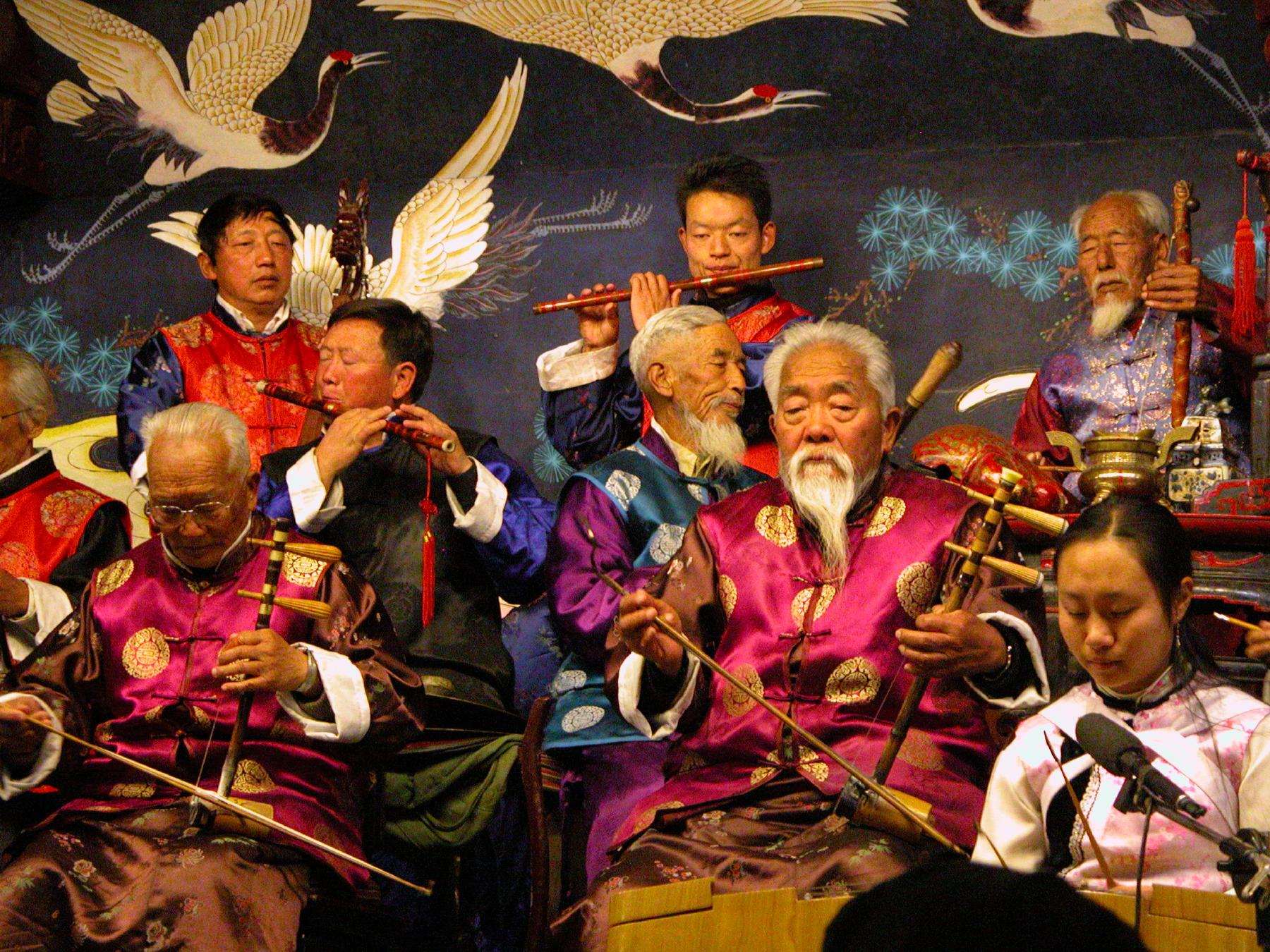
纳西古乐演奏

纳西古乐包括三部分：“白沙细乐”、“洞经音乐”和“皇经音乐”，由于其有一套严格的传承方式，必须以师带徒或以父带子相传，历史悠久，古朴典雅，用背诵工尺谱口传心授，所以一直流存至今。是中国最重要的的大型古典管弦乐之一。目前只有许多高寿的老艺人会演奏，应用十面云锣、芦管和曲颈琵琶等许多已经在中國失传的古老民族乐器，正在进行传承抢救。其古老乐曲、古老乐器和高寿艺人，共同被誉为稀世“三宝”。1962年由中国艺术研究院音研所、云南省歌舞团及丽江地县音乐工作者发掘整理了总谱，被称为“活的音乐化石”。
白沙细乐是由纳西族聚居的中国云南丽江以北的重镇白沙而得名，由于乐队中不用音响强烈的打击乐器和管乐器，所以又名“细乐”。
白沙细乐据说是在13世纪时蒙古大军南征云南，当时元世祖忽必烈和纳西族土司木天王结盟，留赠他一个乐队和乐谱，其音乐几百年一直流传下来。现在老人们在演奏时仍然身着元代乐工的服装。现在只保留下七个乐章，名为《安魂曲》，各个乐章音调联系密切，结构严谨，可单独演奏，也可连奏成一大型套曲，表现了凄凉、怀念、悲痛的情感。
洞经音乐是明代和清代早期在中国内地流行的道教音乐，当年土司将其引入丽江，又结合了当地的纳西族传统音乐的风格，这种道教音乐从19世纪后在内地已经绝迹，在丽江被保留下来，既具有古朴典雅的江南丝竹风格，又揉进了纳西族传统音乐的风格，现在保留的曲目有《到春来》、《吉祥》等20余首。
皇经音乐现在已经失传。
纳西古乐应用的乐器有苏古笃（胡拨)、延长曲项琵琶、双簧竹管乐器波伯（芦管，来自古代筚篥），还有横笛、竖笛、二簧（二弦拉弦乐器形同汉族京二胡）、大提胡、纳西族胡琴、中胡、小叫胡、三弦、筝、扬琴等打击乐器是音响较轻的五音（十面）云锣、中锣、镲、铙、大钹、大锣、板鼓、提手、木鱼、磬等。